# Danilo Nikolić (cầu thủ bóng đá)
Danilo Nikolić (Дaнилo Hикoлић; sinh ngày 29 tháng 7 năm 1983 ở Beograd) là một hậu vệ bóng đá Serbian, thi đấu cho Proleter Novi Sad.
Anh thi đấu một mùa giải ở câu lạc bộ Albanian Superliga Dinamo Tirana. Anh ra mắt cho FK Bežanija năm 2001. Vào tháng 8 năm 2008 he ký hợp đồng 1+1 năm với đội vô địch Albania Dinamo Tirana. Sau một mùa giải ở đó, anh trở về Serbia ký hợp đồng với OFK Beograd.